# Joaquim Nadal
Pour les articles homonymes, voir Nadal.
Joaquim Nadal i Farreras, né le 31 janvier 1948 à Gérone, est un homme politique espagnol ayant appartenu au Parti des socialistes de Catalogne (PSC).
Il est maire de Gérone entre 1979 et 2002, et entre en 1984 au Parlement de Catalogne, où il siège pendant près de trois décennies. Membre du Parti socialiste, il en est le candidat malheureux à la présidence de la Généralité aux élections de 1995. Après leur arrivée au pouvoir en 2003, il est nommé conseiller à la Politique territoriale, poste qu'il occupe jusqu'à leur renvoi dans l'opposition, en 2010. Il devient cette année-là président du groupe parlementaire, donc chef de l'opposition.
Il renonce à se représenter aux élections de 2012, quelques semaines après avoir été relevé de la présidence du groupe socialiste. Il s'éloigne alors de son parti : il renonce à ses responsabilités internes, dans la province de Gérone, en 2014, puis quitte le PSC en 2015, sur fond de désaccord concernant la tenue d'un référendum d'autodétermination. Il revient en politique en 2022, comme conseiller à la Recherche dans le gouvernement minoritaire de l'indépendantiste de gauche Pere Aragonès.

## Biographie

### Débuts
Membre du Parti des socialistes de Catalogne (PSC) entre 1981 et 2015, il devient maire de Gérone en 1979. Il conquiert la majorité absolue au conseil municipal en 1983 et se fait élire l'année suivante député au Parlement de Catalogne.

### Ascension
Il est chef de file du PSC aux élections autonomiques anticipées du 19 novembre 1995, réalisant à l'époque le plus mauvais résultat socialiste depuis 1980. Après le scrutin de 1999, il est désigné porte-parole du groupe parlementaire. Il renonce en janvier 2002 à diriger Gérone après presque 23 ans au pouvoir, qu'il cède à sa première adjointe Anna Pagans.

### Conseiller de la Généralité
Il est nommé en décembre 2003 conseiller à la Politique territoriale et aux Travaux publics de la Généralité de Catalogne, exerçant jusqu'en décembre 2010 sous les présidences de Pasqual Maragall puis José Montilla. Il est brièvement conseiller à la Présidence de mai à novembre 2006.

### Figure de l'opposition
Le PSC retourne dans l'opposition après les élections autonomiques de 2010. En sa qualité de président du groupe parlementaire socialiste, il prend les fonctions de chef de l'opposition. Remplacé en septembre 2012 par Xavier Sabaté, il renonce à postuler pour un neuvième mandat parlementaire lors des élections autonomiques anticipées de novembre suivant.

### Abandon du PSC
Il démissionne en avril 2014 de son poste honorifique de président du PSC dans la province de Gérone, afin d'exprimer son désaccord avec le refus du Parti des socialistes de soutenir la tenue d'une consultation populaire sur l'indépendance de la Catalogne. Par un courrier en date du 26 septembre 2015, il indique au premier secrétaire du PSC Miquel Iceta qu'il renonce à sa condition de militant.

### Retour en politique
Le 9 octobre 2022, après qu'Ensemble pour la Catalogne (Junts) a décidé de quitter le gouvernement de coalition dirigé par Pere Aragonès, membre de la Gauche républicaine de Catalogne (ERC), ce dernier annonce un remaniement de l'exécutif et qu'il confie à Joaquim Nadal le poste de conseiller à la Recherche et à l'Enseignement supérieur. Le décret actant sa nomination est publié le lendemain. Avec les six autres conseillers nouvellement nommés, il prête serment le 11 octobre suivant.

## Distinctions
- 2019 : Doctorat honoris causa de l'Université de Perpignan[10]

### Sources
- (ca) Cet article est partiellement ou en totalité issu de l’article de Wikipédia en catalan intitulé « Joaquim Nadal i Farreras » (voir la liste des auteurs).